# USS John D. Henley (1944)

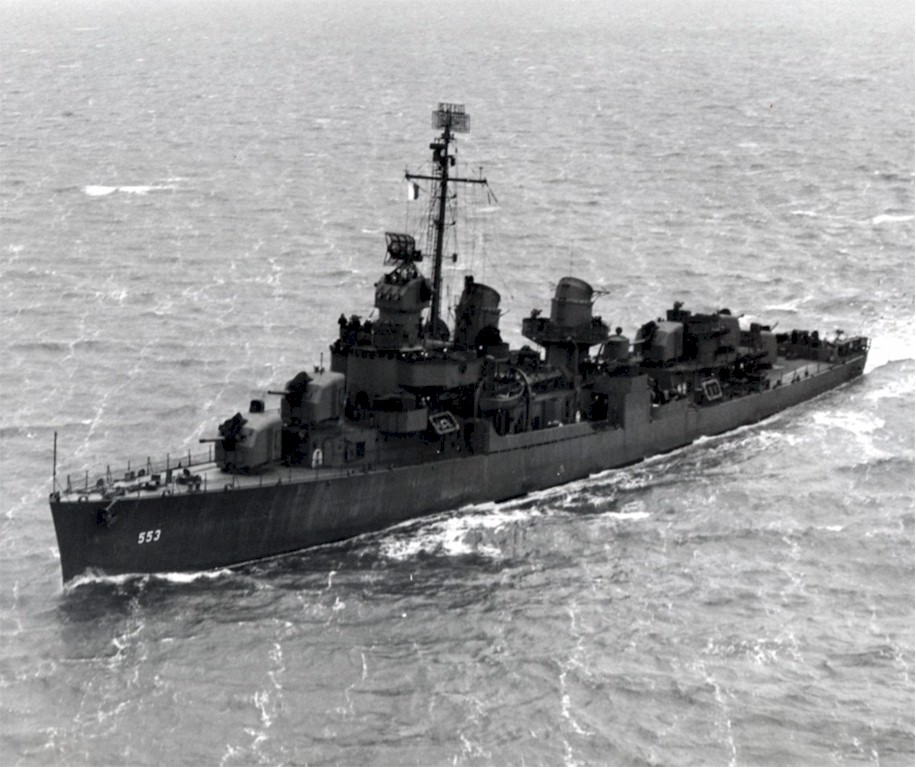
DD-553 in 1944

De USS John D. Henley (DD-553), een Fletcherklasse torpedobootjager, was een Marineschip van de Amerikaanse Marine, genoemd naar Kapitein John D. Henley (1781-1835), een oudere broer van Kapitein Robert Henley. De torpedojager diende vooral in de Pacifische Oorlog.

## Geschiedenis
De USS John D. Henley (DD-553) werd gebouwd op 21 juli 1941 door Gulf Shipbuilding Company, Chickasaw, Alabama. Ze werd te water gelaten op 15 november 1942 en gedoopt door Miss Shelah Keith Kane, een achter-achter-achterkleindochter van Kapitein Henley, en in dienst gesteld op 2 februari 1944 met commandant C. H. Smith als bevelhebber.
Na haar opeenvolgende outfit, oefenvaarten en trainingen, vertrok ze vanuit Bermuda, en de nieuwe torpedojager kwam aan in Norfolk op 28 maart 1944. Ze stevende richting de Stille Oceaan via het Panamakanaal, en kwam er toe op Pearl Harbor op 23 april 1944. Na een operationele training escorteerde de USS John D. Henley een vloot olietankers naar Majuro en keerde daarna terug op 17 mei. Toen vertrok ze weer op 27 mei nog eenmaal naar Majuro en daar werd ze tot vlaggenschip gepromoveerd van een aldaar brandstof bijbunkerende Task Group. Vertrekkend op 6 juni 1944, voerde het schip naar de Marianen voor bijbunkering van de TG-Vloot tijdens de overgave van de Japanse troepen aldaar en de bezetting van Saipan en Tinian door de Amerikanen. Gedurende deze periode op zee kwam het schip in een Japanse luchtaanval terecht op 17 en 18 juni. Vervolgens keerde ze terug naar Eniwetok op 14 augustus.
Als de mobiele amfibiestrijdkrachten van de Amerikaanse Mariniers zich opmaakten voor een landing op Palau, ging de USS John D. Henley mee met de Task Group 30,8 (TG 30,8) en vertrok met hen vanuit Manus op 1 september als vlaggenschip van de bijtankende groep, tijdens de aanvallen op Peleliu en haar eventuele overgave. De olietankers en haar begeleiders opereerden voortdurend buiten Ulithi in de loop van november. Ze ondersteunde een grote Task Force vliegdekschepen door kapitein-ter-zee J. T. Acuff, die veel te maken had met het grote succes van de breedvoerige opstelling van de vloot vliegdekschepen.
In december vertrok de torpedobootjager naar Guam voor zelfstandige operaties als escorte- en patrouilleschip, in de buurt van de Marshalleilanden en de Marianen eilanden. Daarna stoomde ze naar Ulithi, waar ze toekwam op 31 januari 1945 voor een operationele oefentraining in dekking geven van Underwater Demolition Teams.
Ze vertrok weer op 14 februari voor de volgende voornaamste landing voor de volgende eilandenstap, richting Japan, het eiland Iwo Jima.
De torpedjager kwam er twee dagen later aan, waar ze onmiddellijk werd ingezet in de voor-landingsinvasie met het mede bombarderen met de scheepskanonnen op het eiland en de Japanse strijdkrachten. Na de bestorming op Iwo Jima, op 19 februari 1945, voerde ze vrijwillige vuurondersteuning, bescherming voor de vliegdekschepen en andere grote oorlogsschepen, en radarwaarnemingen tijdens het bittere gevecht bij en op Iwo Jima. Maar met haar bescherming kon ze de kamikazetoestellen niet veel tegenhouden, toen de Japanse piloten zich vrijwillig op de dekken lieten neerstorten van de grote marineschepen. 
De USS John D. Henley keerde behouden terug naar Ulithi op 5 maart ter voorbereiding voor de volgende invasie: die van het eiland Okinawa.
De USS John D. Henley ging onderweg op 21 maart voor de uiteindelijke laatste en zwaarste amfibieoperatie van de Pacifische Oorlog, die van Okinawa. Haar taak was overwegend het beschermen van de lichte vliegdekschepen, als ze hun vliegtuigen lanceerden voor de belangrijke luchtsteun voor de grondtroepen. Ze onderging geregeld Japanse luchtaanvallen, maar bleef voortdurend de groep vliegdekschepen beschermen, ondanks de zware kamikazeaanvallen op de vliegdekschepen, want daar hadden de Japanners het vooral op gemunt, mits het blijven beschermen van de carriergroep, en veelvuldige logistieke stops op Kerama Retto rond 24 juni. Weer kwam ze behouden toe in de Golf van Leyte op 27 juni 1945.
Het veteranenschip keerde terug naar de noordelijke wateren van Okinawa op 1 juli 1945, tot ondersteuning met de mijnenveegoperaties. Daarna keerde de USS John D. Henley naar Buckner Bay op 7 augustus en bleef daar tot het einde van de Pacifische Oorlog op 15 augustus 1945. 
Ze ondernam lucht-zeereddingstaken nabij Japan op 24 augustus op zich en vertrok dan op 2 september, de dag van de Japanse algemene overgave, voor een lange oceaanreis naar Californië, waar ze in San Francisco aankwam op 24 september. Daar werd ze nagezien en hersteld, en uit actieve dienst geplaatst in San Diego op 30 april 1946.
Daarna kwam ze weer in de Pacific Reserve vloot en werd daarna opgelegd te Bremerton, Washington.
Op 1 mei 1968 werd de USS John D. Henley uit de Naval Vessel Registerlijst geschrapt, in mei 1970. Ze werd daarna doorverkocht voor de sloop.
De USS John D. Henley (DD-553) ontving zes Battle Stars voor haar bewezen diensten in de Tweede Wereldoorlog.

## USS John D. Henley (DD-553)
- Klasse en Type: Fletcher-klasse - Torpedobootjager U.S. Navy
- Werf: Gulf Shipbuilding Co. Chickasaw, Alabama
- Gebouwd: 21 juli 1941
- Te water gelaten: 15 november 1942
- In dienst gesteld: 2 februari 1944
- Uit dienst: 30 april 1946
- Geschrapt: 1 mei 1968
- Feit: Verkocht in mei 1970 en gesloopt

### Technische gegevens
- Waterverplaatsing: 2.050 ton
- Lengte: 114,70 m
- Breedte: 12,10 m
- Diepgang: 5,40 m
- Vermogen: 60.000 pk (45 MW) - 2 schroeven
- Snelheid: 35 knopen (65 km/h)
- Reikwijdte: 6.500 zeemijl (12.000 km) aan 15 knopen
- Bemanning: 273 officieren en matrozen

### Bewapening
- 5 x 127mm-kanonnen
- 10 x 40 mm luchtafweer-snelvuurkanonnen
- 7 x 20 mm luchtafweer-snelvuurkanonnen
- 10 x 21 inch torpedobuizen
- 6 x dieptebomprojectoren
- 2 x dieptebomrails